# Småbladet berberis
Småbladet berberis (Berberis wilsoniae var. parvifolia) er en busk med en tæt og afrundet vækst. Blomsterne har hver seks guldgule kronblade. Arten bruges som prydplante – især på grund af dens efterårsfarver.

## Kendetegn
Småbladet berberis er en lille, tætvoksende og løvfældende busk. De etårige skud er furede og fint hårede. Veddet er bleggult. Bladene er spredt stillede og omvendt lancetformede med hel rand og nogle få eller slet ingen randtorne. Oversiden er mørkegrøn, mens undersiden er lyst blågrøn. Blomstringen foregår i juni-juli. Høstfarven er klart rød. Bladtornene er tredelte og nåletynde. Blomstringen foregår i månederne juni-september, hvor man finder blomsterne samlet 5-6 ad gangen i små stande fra dværgskud. De enkelte blomster er 6-tallige med guldgule kronblade. Frugterne er laks- eller koralrøde bær, som bliver hængende vinteren over.
Rodsystemet består af tæt forgrenede, filtagtige rødder med orange-gult ved.
Småbladet berberis når en højde på 1 m og en kronediameter på ca. 1 m.

## Hjemsted
Småbladet berberis hører hjemme i skovbryn og på skråninger, flodbredder og langs små vandløb i Mongoliet og det vestlige og mellemste Kina. Her klatrer den op gennem buske og træer. . På bjerget Wa Shan i provinsen Sichuan findes der i højder over 1.800 m nogle lyse blandingsskove med Abies faberi (en art af ædelgran) som det dominerende træ. Her vokser arten sammen med bl.a. almindelig kvalkved (subsp. calvescens), bjergskovranke, blåbælg, dværgkvalkved, Enkianthus deflexus (en art af pagodebusk), etagekornel, Euonymous sanguineus (en art af benved), guldskovranke, havehortensia, himalayabirk, kamæleonbusk, kinesisk lind, kinesisk prydæble, kinesisk styrax, klatrebrombær, klatrehortensia, komarovsyren, koreakornel (subsp. chinensis), lancetbladet berberis (var. lanceifolia), moupinepil, nikkende skovranke, omeirose, pernykristtorn, Primula incisa (en art af kodriver), Pterocarya macroptera var delavayi (en art og underart af vingevalnød), Quercus serrata (en art af eg), Rhododendron argyrophyllum, Rhododendron calophytum, Rhododendron discolor, Rhododendron nitidulum, Rhododendron pingianum (arter af rododendron), rubladet hortensia, sargentrøn, sort gedeblad, tyrkisk løn (subsp. sinicum), udspærret dværgmispel, vorteberberis og Tsuga yunnanensis (en art af hemlock)

## Galleri
|  |  |  |  |

## Note
1. ↑  Jost Fitschen: Gehölzflora, 1987, ISBN 3-494-01151-6, side 19-8 (tysk)
2. ↑  efloras.com: Flora of China (engelsk)
3. ↑  Chris Callaghan: Wa Shan – Emei Shan, a further comparison Arkiveret 8. august 2016 hos  Wayback Machine – en sammenligning mellem påstået fundne arter på Emei Shan og dem, man finder på Wa Shan (engelsk)